# Revoir un printemps
Albums de IAM
L'École du micro d'argent
(1997) Saison 5
(2007)
Revoir un printemps est le quatrième album studio du groupe de rap français IAM, sorti le 16 septembre 2003.
Après plusieurs années de sorties solos et sans projet commun, IAM revient au complet pour livrer un nouvel album assez différent du précédent, surtout au niveau musical. Le ton est toujours aussi engagé, tandis que le groupe s'offre quelques invités prestigieux comme Method Man, Redman, Syleena Johnson ou Beyoncé.
Revoir un printemps est également marqué par la présence de Freeman sur la quasi-totalité des titres, aux côtés d'Akhenaton et Shurik'n. Il devient ainsi le troisième rappeur à part entière du groupe.

## Conception
Sur les cinquante chansons produites durant la conception de l'album, dix-huit seulement figurent sur la version finale.
Le compositeur Bruno Coulais a travaillé sur les orchestrations de l'album et tant qu'arrangeur de la moitié des morceaux.

## Édition limitée
L'édition limitée CD comporte un second disque contenant cinq titres bonus (trois inédits, dont un avec Soprano, et deux versions instrumentales). La pochette de cette édition est thermosensible : d'apparence générale sobre avec un simple logo d'IAM sur le verso, elle laisse apparaître le visuel de l'édition standard de l'album lorsqu'on la chauffe.

## Accueil critique
Pour l'Abcdr du son, « Revoir un printemps est un excellent album. Quiconque prête une oreille attentive aux productions fouillées et aux rimes denses ne peut démentir la qualité globale de la cuvée 2003 des "Imperial Asiatic Men" », ajoutant que l'album « forme un ensemble cohérent, résolument actuel sans être "tendance", nostalgique sans être passéiste, contestataire sans être professoral ».
À l'opposé, Le Temps estime a posteriori que Revoir un printemps « ne tient pas ses promesses [...]. Brouillon, en manque de strophes consistantes, trop perfectionniste, décevant en un mot pour les parrains historiques du rap français qui [ont] sans doute fait l'erreur de laisser trop de place aux rimes insipides de Freeman. »

## Liste des pistes
| 1.    | Stratégie d'un pion                     | Akhenaton             | 4:35 |
| 2.    | Nous (feat. Kayna Samet)                | Shurik'n              | 4:38 |
| 3.    | Quand ils rentraient chez eux           | Akhenaton             | 4:18 |
| 4.    | Noble art (feat. Method Man and Redman) | Akhenaton             | 4:57 |
| 5.    | Lâches                                  | Shurik'n              | 4:39 |
| 6.    | Mental de Viêt-Cong                     | Akhenaton et Shurik'n | 4:24 |
| 7.    | Revoir un printemps                     | Akhenaton             | 3:53 |
| 8.    | Armes de distraction massive            | Shurik'n              | 4:14 |
| 9.    | Second souffle                          | DJ Khéops             | 5:02 |
| 10.   | Visages dans la foule                   | Shurik'n              | 3:58 |
| 11.   | Ici ou ailleurs (feat. Syleena Johnson) | Akhenaton             | 4:33 |
| 12.   | Tiens                                   | Imhotep               | 4:19 |
| 13.   | Bienvenue (feat. Beyoncé)               | Akhenaton             | 4:05 |
| 14.   | Pause                                   | Imhotep               | 4:20 |
| 15.   | Fruits de la rage                       | Akhenaton             | 4:01 |
| 16.   | Murs                                    | Akhenaton             | 4:50 |
| 17.   | 21/04                                   | Akhenaton             | 4:50 |
| 18.   | Aussi loin que l'horizon                | Akhenaton             | 4:22 |
| 80:00 |                                         |                       |      |

| 1. | Live de la base                   |  |
| 2. | La violence (feat. Soprano)       |  |
| 3. | 40 ans de retour au ghetto        |  |
| 4. | Noble art (Version instrumentale) |  |
| 5. | Tiens (Version instrumentale)     |  |

## Singles
1. Noble art (5 août 2003)
2. Revoir un printemps (26 septembre 2003)
3. Nous (5 janvier 2004)
4. Stratégie d'un pion (14 mai 2004)

## Clips
1. Noble art
2. Revoir un printemps
3. Stratégie d'un pion
4. Murs (projection scénique)
5. Second Souffle remix (projection scénique)

## Samplesutilisés
- Noble art : Mediterranean de Herbie Mann et Rock Dis Funky Joint des Poor Righteous Teachers
- Second souffle : Thinking of You de Jay Dee (Soul)
- Revoir un printemps : Why (ain't my love enough) de Lamont Dozier

## Classements
| Pays          | Meilleure position | Semaines |
| ------------- | ------------------ | -------- |
| France        | 1                  | 35       |
| Belgique (Fr) | 1                  | 17       |
| Suisse        | 2                  | 9        |

#### Articles
- Stéphane Deschamps, « Revoir un Printemps », Les Inrockutibles,‎ 2003 (lire en ligne)

#### Autres ressources
- Au cœur d'IAM : Genèse d’un album